# Albert Van Den Branden
Albert Georges Théodore Van Den Branden (Brussel, 23 maart 1910) was een Belgisch hockeyer.

## Levensloop
Van Den Branden was actief bij La Rasante.
Hij maakte deel uit van het Belgisch hockeyteam. Met de nationale ploeg nam hij onder meer deel aan de Olympische Zomerspelen van 1936.